# Турбат (Пакистан)
Турбат (урду تربت, англ. Turbat) — місто у Пакистані, адміністративний центр району Кеч у провінції Белуджистан.

## Географія
Турбат розташований на південному заході країни у напівпустелі Мекран. Лежить на річці Кеч, притоці Дашту.

### Клімат
Місто знаходиться у зоні, котра характеризується кліматом тропічних пустель. Найтепліший місяць — червень із середньою температурою 35.6 °C (96 °F). Найхолодніший місяць — січень, із середньою температурою 17.8 °С (64 °F).
| Клімат Турбата          | Клімат Турбата | Клімат Турбата | Клімат Турбата | Клімат Турбата | Клімат Турбата | Клімат Турбата | Клімат Турбата | Клімат Турбата | Клімат Турбата | Клімат Турбата | Клімат Турбата | Клімат Турбата | Клімат Турбата |
| Показник                | Січ.           | Лют.           | Бер.           | Квіт.          | Трав.          | Черв.          | Лип.           | Серп.          | Вер.           | Жовт.          | Лист.          | Груд.          | Рік            |
| Середній максимум, °C   | 25             | 27             | 33             | 38             | 43             | 44             | 40             | 40             | 39             | 38             | 32             | 27             | 35             |
| Середня температура, °C | 18             | 20             | 25             | 29             | 34             | 36             | 34             | 33             | 32             | 29             | 24             | 19             | 27             |
| Середній мінімум, °C    | 11             | 12             | 16             | 21             | 26             | 28             | 27             | 26             | 24             | 20             | 16             | 12             | 19             |
| Норма опадів, мм        | 21             | 8              | 13             | 8              | 11             | 4              | 25             | 1              | 3              | 2              | 4              | 12             | 110            |
| ----------------------- | -------------- | -------------- | -------------- | -------------- | -------------- | -------------- | -------------- | -------------- | -------------- | -------------- | -------------- | -------------- | -------------- |
| Джерело: Weatherbase    |                |                |                |                |                |                |                |                |                |                |                |                |                |

## Транспорт
У місті є аеропорт.